# Doloplazy (ort i Tjeckien, lat 49,35, long 17,16)
Doloplazy är en ort i Tjeckien.   Den ligger i regionen Olomouc, i den östra delen av landet, 210 km öster om huvudstaden Prag. Doloplazy ligger 213 meter över havet och antalet invånare är 563.
Terrängen runt Doloplazy är huvudsakligen platt, men västerut är den kuperad. Runt Doloplazy är det ganska tätbefolkat, med 160 invånare per kvadratkilometer. Närmaste större samhälle är Prostějov, 13,9 km norr om Doloplazy. Trakten runt Doloplazy består till största delen av jordbruksmark.